# Berlín-Moabit

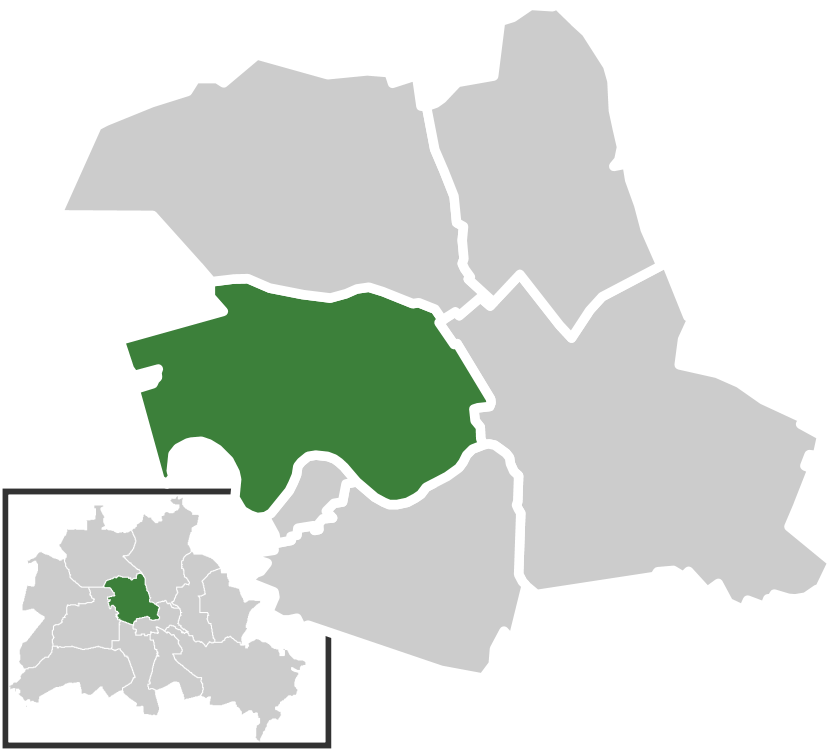
Barrio de Moabit, Berlín (Oeste)

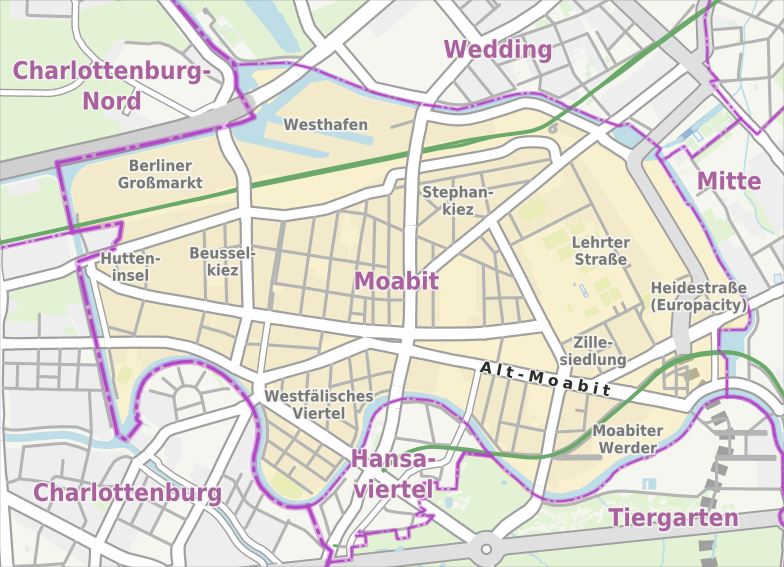
Plano de Moabit (parte más occidental de Mitte)

Moabit es una zona de Berlín perteneciente al distrito de Mitte. Es un antiguo distrito industrial y de trabajadores, completamente rodeado de canales, incorporado a Berlín en el año 1861. Durante la división de Berlín tras la Segunda Guerra Mundial, Moabit pertenecía al sector británico y formó parte del distrito Tiergarten entre 1920 y 2001. Los primeros pobladores de la zona se establecieron a partir de 1685.
Población actual: 79.593 habitantes (2018)

## Geografía
El barrio está rodeado por varias vías fluviales: el Spree, el canal navegable Berlín-Spandau, el canal del puerto comercial de Westhafen y el canal de Charlottenburgo, formando una isla artificial. Cerca de 25 puentes unen la isla de Moabit con el resto de la ciudad: carreteras, calles, vías de tren o puentes solo para peatones. El efecto divisorio de los canales se ve reforzado en el norte y el este por las amplias instalaciones ferroviarias y el puerto de Westhafen, el puerto más grande de Berlín.
Los distritos vecinos son Wedding en el norte, centro en el este, Tiergarten y Hansaviertel en el sur (todos en el distrito de Mitte), así como Charlottenburg en el oeste y en el noroeste (distrito Charlottenburg-Wilmersdorf ). Las proporciones de las fronteras terrestres representan aproximadamente 5%, todos los demás límites físicos están formados por vías fluviales.
Moabit cuenta con tres áreas verdes principales: la más grande lleva el nombre de un exalcalde de distrito, Fritz-Schloß-Park y fue construido partiendo de una montaña de escombros acumulados tras la Segunda Guerra Mundial. Los otros espacios verdes del barrio son el Pequeño Tiergarten y Ottopark, ambos ubicados entre Turmstrasse y Alt-Moabit
Moabit se divide en varios sub barrios, incluido el Stephankiez, situado alrededor de Stephanplatz, cerca de la nueva estación de tren principal, un distrito de estilo Wilhelminiano con 90% de edificios históricos bien preservados, y en el futuro Europacity. Otros barrios son el Beusselkiez, el Huttenkiez (también Hutteninsel, porque está separado por el área industrial), el barrio de Westfalia (entre Stromstraße, Alt-Moabit, Gotzkowskystraße y Spree) y el Lehrter-Straßen-Kiez.

## Origen del nombre Moabit
Hay diversas teorías sobre el origen del nombre Moabit. La más aceptada dice que se remonta a los primeros habitantes de esta área, los hugonotes, protestantes franceses que llegaron como refugiados huyendo de la contrarreforma en Francia. Los Hugonotes nombraron su nueva residencia haciendo referencia al Terre de Moab del Antiguo Testamento, porque encontraron refugio al igual que Noemi, Elimelec y su familia encontraron refugio en la tierra de los moabitas.
OExplicaciones según las cuales el nombre Moabit deriva de la terre maudite (tierra maldita) debido a su suelo arenoso, o si los colonos, decepcionados por el fracaso de sus moreras plantadas en el suelo arenoso de Brandenburgo, lo dieron a la tierra bíblica de Moab eligió su similitud en el desierto, o si se puede derivar del Moch eslavo, se consideran insostenibles. Otra teoría, también relacionada con los hugonotes, es que éstos se referían al área como mon habit, que se supone que es una versión abreviada de mon habitation, que se puede traducir como "mi hogar".

## Historia

### Inicio de la colonización
La zona del barrio actual de Moabit era un gran descampado que servía como pasto para el ganado. En el siglo XV, las tierras al oeste de Berlín pasaron a ser propiedad de Brandenburgo, que hicieron de los bosques al sur del Spree, el Tiergarten, un coto de caza.
El asentamiento de la actual Moabit comenzó en 1685 con la construcción de la Staakensetzerhaus. En 1698 el elector Friedrich III. dejó el viñedo en la zona del actual Humboldthafen al hugonote Menardié, que regentaba una posada aquí. En 1717, el rey Federico Guillermo I estableció a los hugonotes entre la actual calle Alt-Moabit y el río Spree. De acuerdo con sus propias ideas y en su nombre, plantaron moreras para la cría de gusanos de seda. El experimento fracasó debido a la inadecuada calidad del suelo. Las parcelas se utilizaban entonces principalmente para la horticultura. Los cultivadores de seda vendieron sus casas a los ciudadanos de Berlín como apartamentos de verano. En relación con la conversión del Tiergarten en un parque público, el rey Federico II permitió que dos hugonotes crearan los primeros restaurantes con jardín de Berlín en 1745 y a partir de ahí se desarrolló la zona de excursiones en Den Zelten.
En las primeras décadas del siglo XVIII el uso militar de gran parte de la zona de Moabit

### Industrialización
En una primera ola de expansión, las empresas industriales, que ya no podían encontrar terrenos en Berlín y cuyo olor y contaminación acústica ya no era tolerada en la ciudad, se trasladaron a Moabit en la primera mitad del siglo XIX. La ubicación en el río Spree fue decisiva como ruta de transporte para el carbón, las materias primas y los productos.
Moabit se fue poblando cada vez más, sobre todo a finales del siglo XIX. En 1861 se produjo la incorporación a Berlín.
Grandes partes de Moabit son zonas residenciales tradicionales de la clase trabajadora; en algunas de ellas había residentes políticamente activos, como la Rote Beusselkiez o la vecina Rostocker Kiez, donde las células de la resistencia comunista estuvieron activas tras la "toma del poder" por los nazis en 1933.

### Persecución de los judíos
Entre 1941 y 1945 más de 1900 judíos fueron deportados de la zona de la actual Moabit. La mayoría de ellos fueron asesinados en los campos de Auschwitz, Theresienstadt o Minsk. Se estima que alrededor de otros tantos judíos escaparon de su deportación y asesinato huyendo al extranjero.

## Desarrollo y estructura de la población
El distrito tiene 79.512 habitantes (al 30 de junio de 2019), lo que lo convierte en el cuarto distrito más poblado (de seis) del distrito de Mitte. La edad media en Moabit está entre 38 y 40 años. El porcentaje de población extranjera (residentes registrados sin ciudadanía alemana) en Moabit es de 25,4 %, en general el porcentaje de residentes con antecedentes migratorios es de 44,4 %.